# Kakkab Aribu

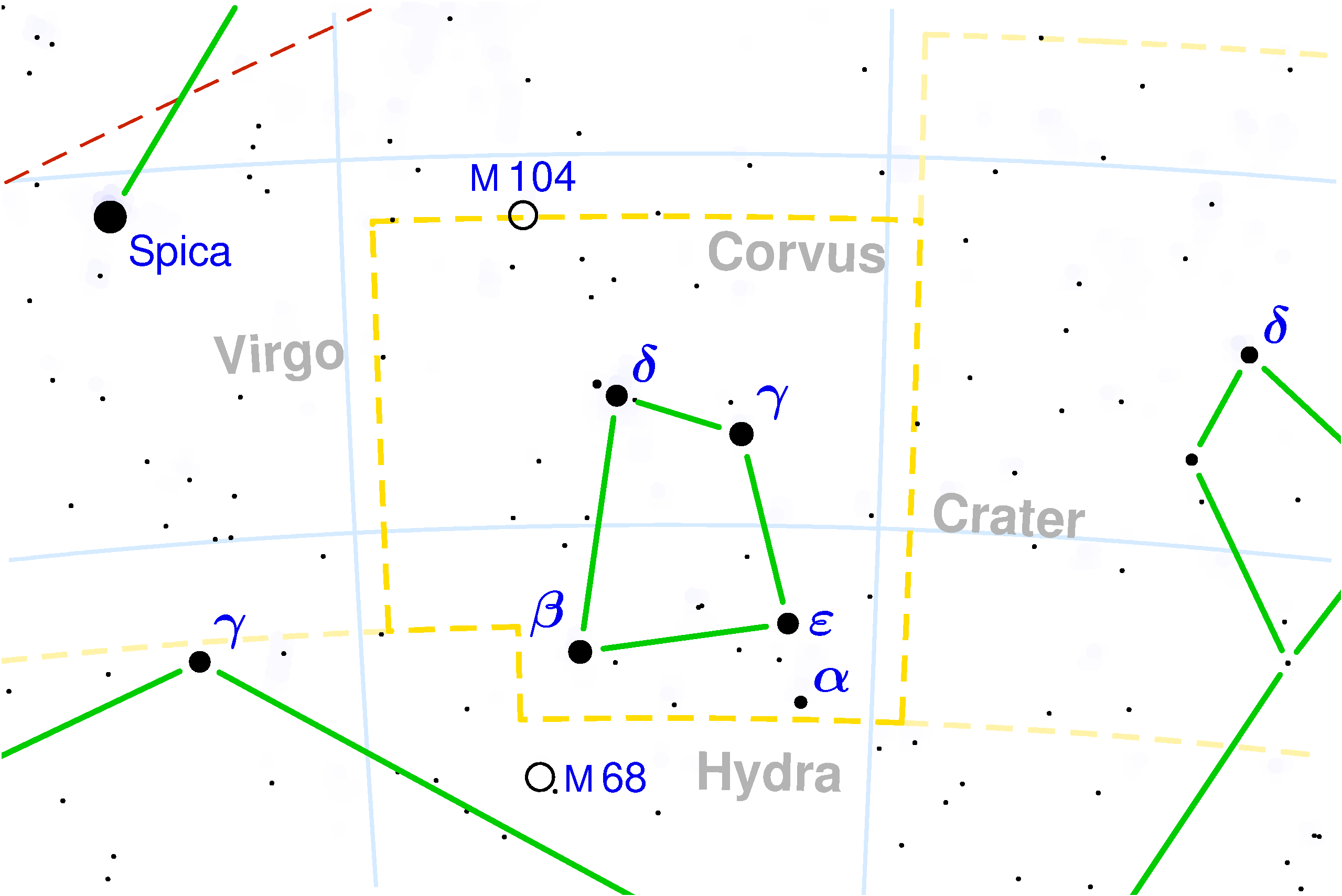
Sternbild Rabe

Kakkab Aribu (auch Kakkab-dAdad; sumerisch UGA; babylonisch kakkabaribu, Rabenstern) war einerseits die mesopotamische Bezeichnung des Sternbildes Rabe und anderseits der Begriff für einen Kometen.
Das Sternbild Kakkab Aribu konnte durch Angaben in der ersten Keilschrifttafel der Serie MUL.APIN sowie aufgrund der Ziqpu-Gestirnsliste identifiziert werden. Im Verzeichnis der Sterne des Astrolab B hatte Kakkab Aribu seinen Morgenaufgang im Monat Ululu (August/September), so beispielsweise im Jahr 2100 v. Chr. am 30. August. Bis zum achten Jahrhundert v. Chr. hatte sich der Frühaufgang durch die Präzession auf den 17. September verschoben. 
Der Monat Ululu begann frühestens am 2. August, falls der Schaltmonat Ululu II ausgerufen wurde; ansonsten frühestens am 12. August und spätestens am 14. September. In den MUL.APIN-Tafeln wird Kakkab Aribu als „UGA.MUŠ.EN“ auf den 10. Ululu datiert. Kakkab Aribu hatte den Beinamen: „Kakkab-dAdad/Iškur“ (Rabenstern des Wettergottes Adad/Iškur). 